# Jüdischer Friedhof (Katowice)

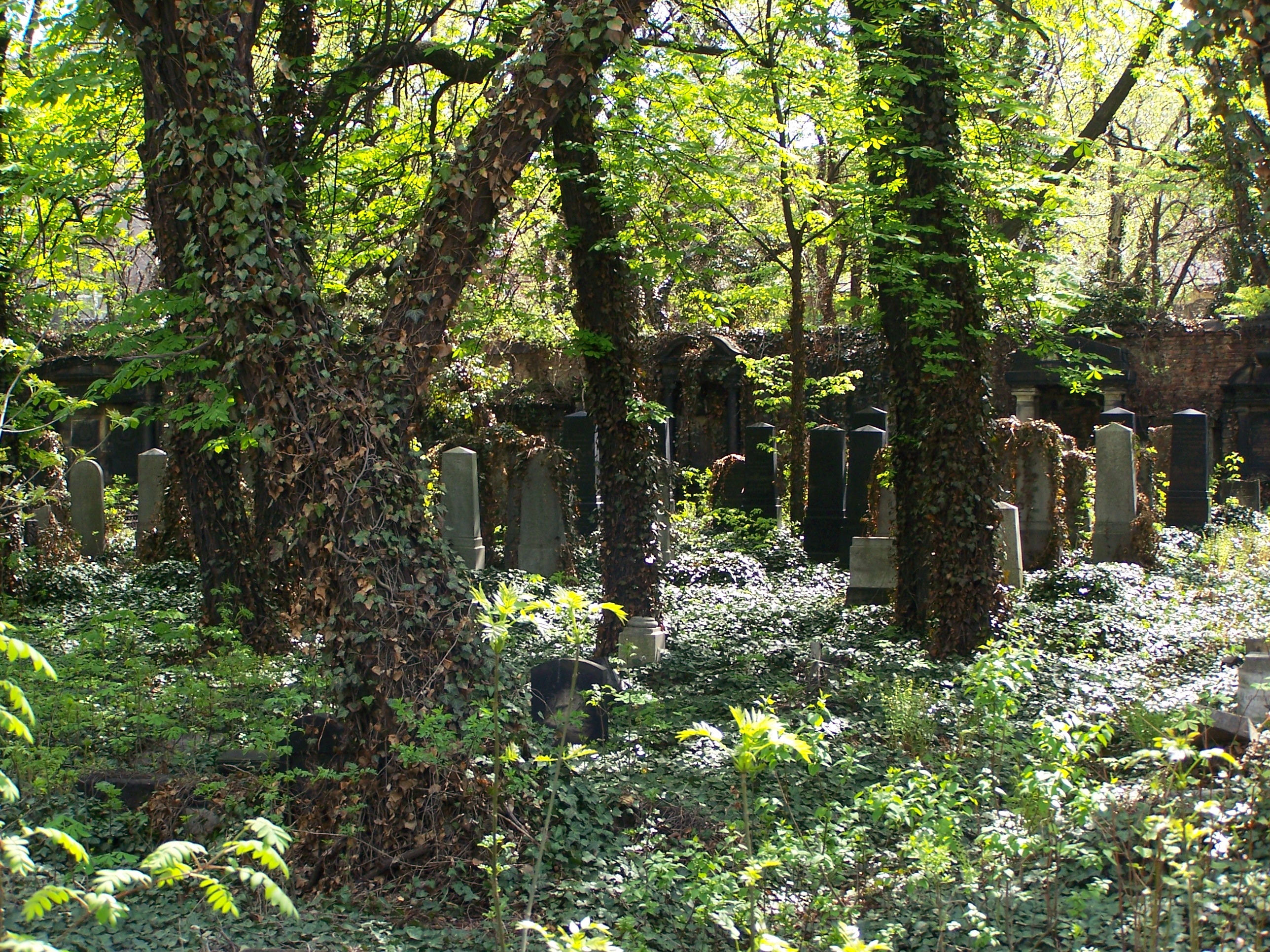
Jüdischer Friedhof in Katowice

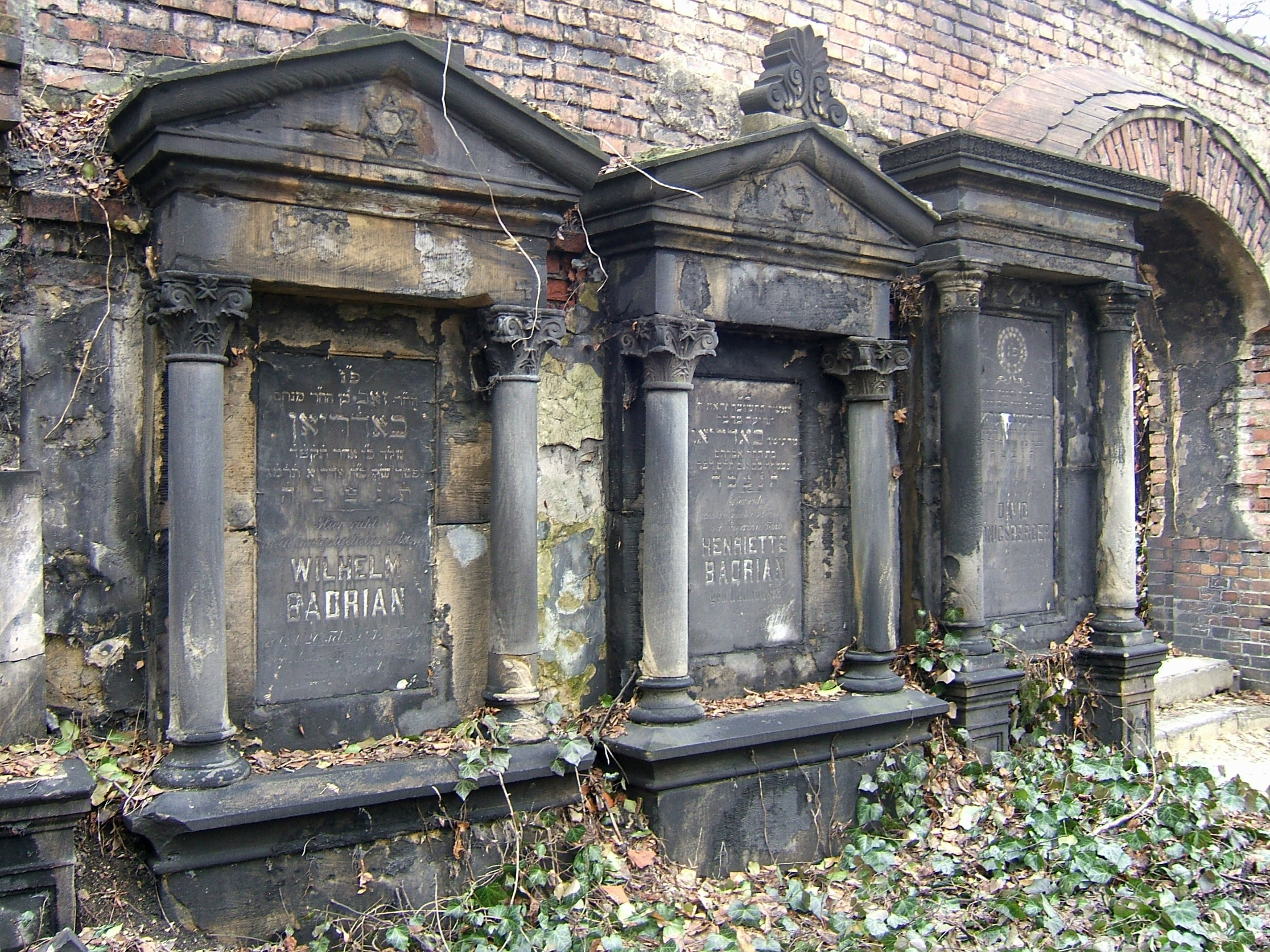
Grabmäler der Familie Badrian

Der jüdische Friedhof von Katowice entstand 1868 und befindet sich an der heutigen ul. Kozielska.

## Geschichte
Das Friedhofsareal wurde im Laufe der Zeit zwei Mal vergrößert, 1927 und nach dem Zweiten Weltkrieg 1945. Auf dem Friedhof fanden zahlreiche für die Stadtentwicklung von Kattowitz wichtige Persönlichkeiten – insbesondere aus den Familien Goldstein, Grünfeld und Schalscha – ihre letzte Ruhe. Der Friedhof erstreckt sich auf einer Fläche von 1,1 ha. Während des Kriegs wurden viele Grabmäler von den Deutschen zerstört oder beschädigt. Auf dem Friedhofsgelände wurde nach dem Krieg ein Holocaustdenkmal errichtet.